# Reichstag (Đức Quốc xã)
Reichstag tên chính thức là Quốc hội Đại Đức (tiếng Đức: Großdeutscher Reichstag), có trụ sở tại Berlin, là quốc hội của Đức từ năm 1933 đến năm 1945 và là cơ quan lập pháp cao nhất của chế độ Đức Quốc xã. Đảng Quốc xã Đức sau khi nắm quyền, đã buộc chính phủ thông qua "Tu chính Hiến pháp 1933", buộc Quốc hội sẽ luôn ủng hộ Adolf Hitler.
Hầu hết các dự luật trong thời kỳ Đức Quốc Xã này đều được nhất trí thông qua, ngoài ra, Hitler thường có nhiều bài phát biểu khác nhau ở đây. Từ tháng 3 năm 1933 đến ngày 26 tháng 4 năm 1942, quốc hội đã được tổ chức họp 20 lần. Chủ tịch Reichstag luôn là Hermann Göring.
Trong thời gian này, vì những người tham gia thường xuyên hát quốc ca Đức Quốc Xã tại địa điểm này, nên Quốc hội được các công dân Đức mệnh danh là câu lạc bộ ca hát đắt nhất nước Đức.

## Bối cảnh
Vào năm 1920–1923 và từ năm 1930 trở đi, Reichstag được bầu cử một cách dân chủ của Cộng hòa Weimar có thể bị phá vỡ bởi hai công cụ pháp lý không được hiến pháp cung cấp (như vậy):
- Việc sử dụng quyền hạn đặc biệt được cấp cho Tổng thống Đức theo Nghị định khẩn cấp tại Điều 48 của hiến pháp
- Việc sử dụng các hành vi kích hoạt, đặc biệt là trong năm 1919–1923 và cuối cùng là vào năm 1933

Thực tiễn trước đây ngày càng trở nên phổ biến sau năm 1930. Do hệ thống đại diện theo tỷ lệ phức tạp của Reichstag, việc chính phủ có đa số ổn định là vô cùng khó khăn. Thông thường, khi một Thủ tướng được bầu ra khỏi chức vụ, người kế nhiệm của ông không thể được đảm bảo với đa số. Do đó, các Thủ tướng đã buộc phải sử dụng Điều 48 chỉ để thực hiện công việc kinh doanh thông thường của chính phủ.
Sau vụ cháy Reichstag vào ngày 27 tháng 2 năm 1933, Hitler đã sử dụng Nghị định của Tổng thống về Bảo vệ Nhân dân và Nhà nước để đình chỉ các quyền dân sự. Khi các cuộc bầu cử vào tháng 3 không mang lại đa số cho Đức Quốc Xã, Hitler đã gây áp lực với Reichstag để thông qua Đạo luật kích hoạt năm 1933, cho phép chính phủ - thực hành Thủ tướng - ban hành luật pháp trên chính quyền của mình trong thời gian bốn năm. Với một số ngoại lệ nhất định (trong thực tế không được chú ý), những luật đó có thể đi chệch khỏi các điều khoản trong hiến pháp. Mặc dù chính thức chỉ có toàn bộ Chính phủ mới có thể ban hành luật, Hitler có hiệu lực thực hiện quyền đó một mình.

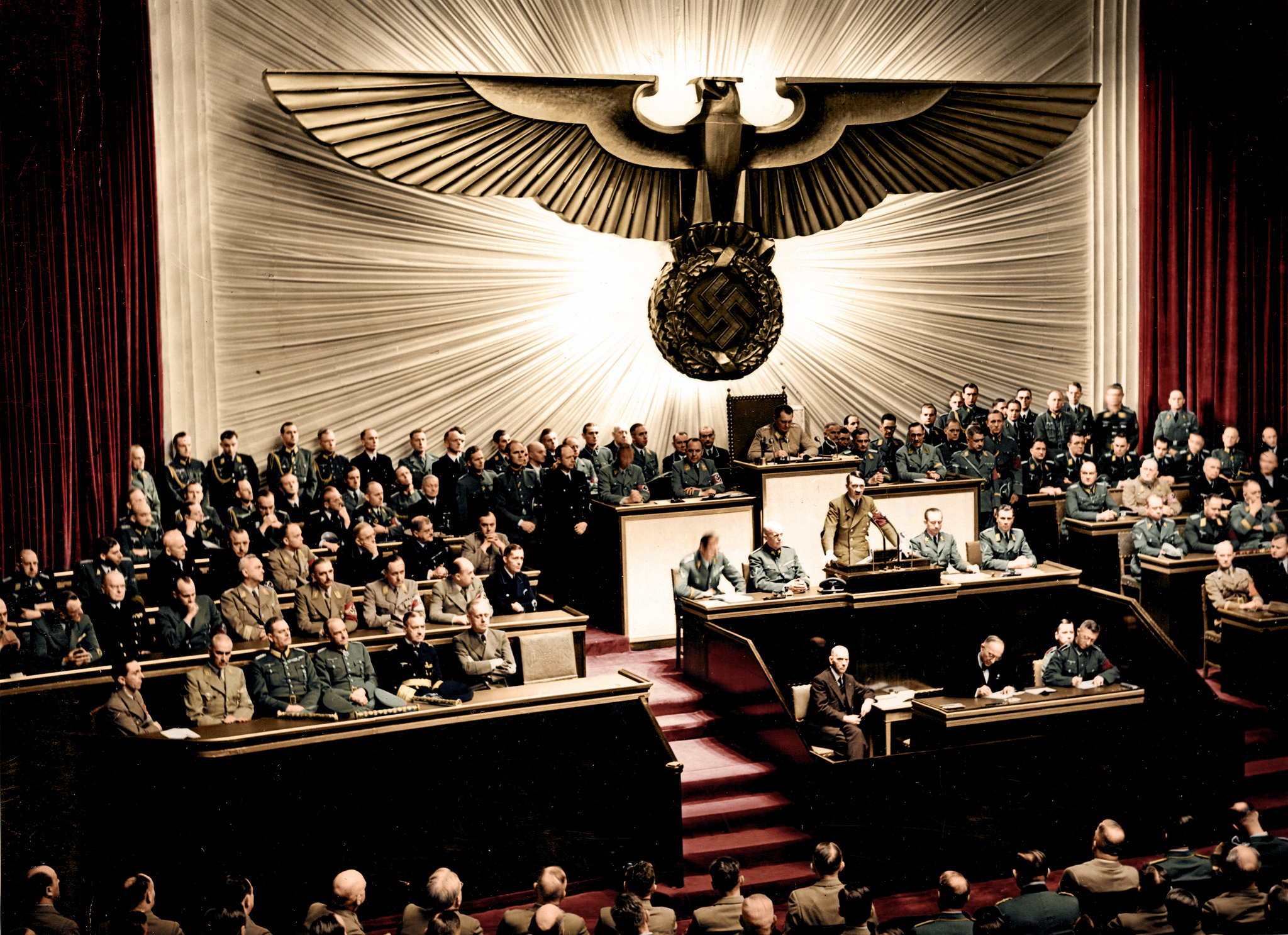
Adolf Hitler tuyên chiến với Hoa Kỳ tại Reichstag, ngày 11 tháng 12 năm 1941

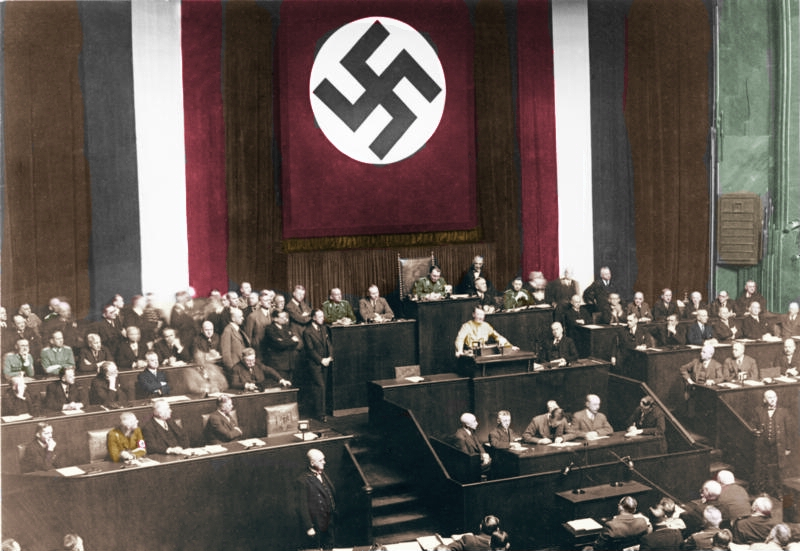
Hitler diễn thuyết về Đạo luật Ủy quyền tại nhà hát Kroll, sau vụ hỏa hoạn Reichstag

Đức Quốc Xã đã sử dụng các điều khoản của Nghị định hỏa hoạn Reichstag để bắt giữ tất cả các đại biểu của Đảng Cộng sản Đức (KPD) và bắt giữ một số đại biểu của Đảng Dân chủ Xã hội (SPD). Một số đại biểu SPD khác nhìn thấy chữ viết trên tường và trốn đi lưu vong. Cuối cùng, Đạo luật kích hoạt được thông qua với mức chênh lệch 444–94, chỉ có SPD bỏ phiếu chống lại nó. Tuy nhiên, Đức Quốc Xã đã đàm phán với các bên khác để ngay cả khi có tất cả 81 đại biểu KPD và 120 đại biểu SPD, Đạo luật kích hoạt vẫn sẽ được thông qua hơn hai phần ba yêu cầu.
Trước khi mùa hè kết thúc, tất cả các đảng khác đã bị cấm hoặc bị đe dọa đóng cửa, và Đảng Quốc xã là đảng duy nhất được phép hợp pháp ở Đức. Trong cuộc bầu cử quốc hội ngày 12 tháng 11 năm 1933, các cử tri đã được trình bày một danh sách duy nhất từ Đảng Quốc xã trong những điều kiện xa bí mật (xem bên dưới). Danh sách được thực hiện với 92,1 phần trăm phiếu bầu. Như một biện pháp của sự chăm sóc tuyệt vời mà Hitler đã dành cho chế độ độc tài của mình để xuất hiện hình phạt pháp lý, Đạo luật kích hoạt sau đó đã được Reichstag đổi mới vào năm 1937 và 1941.
Reichstag chỉ gặp nhau 12 lần trong khoảng thời gian từ 1933 đến 1939 và chỉ ban hành bốn đạo luật về Luật Tái thiết Reich năm 1934 (biến Đức thành một quốc gia tập trung cao độ) và ba đạo luật của Đức năm 1935. Tất cả đều được thông qua. Nó sẽ chỉ gặp tám lần nữa sau khi bắt đầu chiến tranh.

## Kiến trúc xây dựng
Tòa nhà Reichstag thực tế (tiếng Đức: Reichstagsoltäude) không thể sử dụng được sau vụ cháy Reichstag, vì vậy Nhà hát Opera Kroll đã được sửa đổi thành phòng lập pháp và phục vụ như là địa điểm của tất cả các phiên họp của Quốc hội trong Đế chế thứ ba. Nhà hát được chọn vì vì đối diện với tòa nhà Reichstag và khả năng đáp ứng chỗ ngồi. Nhà hát Opera Kroll bị tàn phá bởi vụ đánh bom của quân Đồng minh vào ngày 12 tháng 11 năm 1943 (trùng hợp kỷ niệm lần thứ mười của cuộc bầu cử Reichstag của Đức Quốc Xã lần thứ I). Nhà hát đã bị phá hủy trong chiến dịch Berlin năm 1945.

## Bầu cử

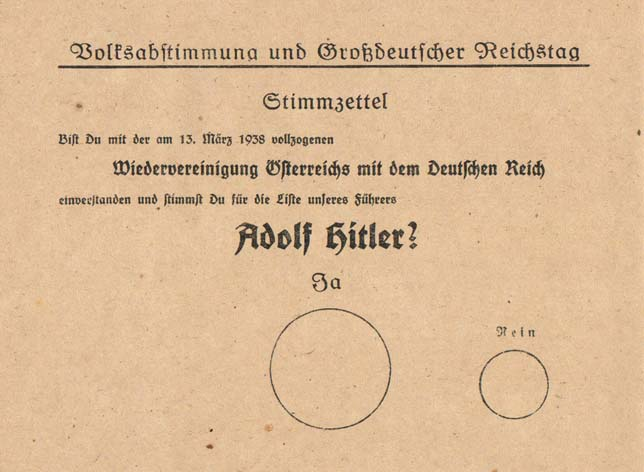
Cuộc trưng cầu dân ý vào tháng 4 năm 1938. Nó viết: "Bạn có đồng ý với việc thống nhất nước Áo với Đế quốc Đức được ban hành vào ngày 13 tháng 3 năm 1938 không, và bạn có bỏ phiếu cho đảng của nhà lãnh đạo Adolf Hitler của chúng tôi không?" Vòng tròn lớn được gắn nhãn "Có", "Không" nhỏ hơn.

Cuộc bầu cử liên bang vào tháng 3 năm 1933 là cuộc bầu cử toàn Đức cuối cùng trước Thế chiến II có một phần tự do. Từ đó trở đi, trong khi các cuộc bầu cử vẫn được tổ chức, các cử tri đã được trình bày một danh sách duy nhất bao gồm Đức quốc xã và "khách mời" của bữa tiệc. Những "vị khách" này, đã hỗ trợ Hitler nhiệt tình. Bầu cử trong thời gian này không kín; cử tri thường bị đe dọa với những lời khiển trách nghiêm trọng nếu họ không bỏ phiếu hoặc không dám bỏ phiếu. Trong các trường hợp, danh sách của Đức Quốc xã mang theo có hơn 90 phần trăm người bầu cử mỗi lần.
Cho đến khi ban hành Luật Nuremberg năm 1935, người Do Thái, người Ba Lan và các dân tộc thiểu số khác vẫn giữ quyền công dân trên danh nghĩa. Họ không chỉ được phép bỏ phiếu, mà tại các quận được biết là có dân số thiểu số lớn, Đức quốc xã thường không tham gia vào các chiến thuật được sử dụng ở nơi khác để buộc cử tri bỏ phiếu ủng hộ chế độ. Về bản chất, Đức quốc xã đã ngầm khuyến khích các nhóm thiểu số bỏ phiếu chống lại họ để tuyên truyền của họ có thể trích dẫn kết quả tương đối bất lợi ở các quận được biết là có dân số thiểu số lớn như là bằng chứng của Reich. Sau khi ban hành Luật Nuremberg,
Trưng cầu dân ý đặc biệt đã được tổ chức, trong điều kiện tương tự. Nổi tiếng nhất trong số này là Trưng cầu dân ý trên sáp nhập Đức với Áo năm 1938. Cuộc bỏ phiếu đó chính thức ghi nhận 99,7% "có". Sau Anschluss, Reichstag trở thành Großdeutsche Reichstag (tạm dịch là chế độ nghị viện của Hoàng gia Đức).
Theo các quy định của luật bầu cử Cộng hòa Weimar năm 1933, một ghế được cấp cho mỗi khối 60.000 phiếu bầu. Bởi vì tỷ lệ cử tri đi bầu rất cao, và cũng vì các vùng lãnh thổ mới được thêm vào Reich, và cuối cùng vì tuổi bầu cử đã giảm xuống (một biện pháp bù trừ được áp dụng trước cuộc bầu cử năm 1936 để ngăn chặn cử tri bị thu hẹp quy mô do hậu quả của Nichberg Luật pháp), Reichstag tăng trưởng đáng kể và tỷ lệ lớn hơn. Cuối cùng, có 855 đại biểu; Adolf Hitler đứng thứ 433, được bầu vào khu vực bầu cử Reichstag 24 Thượng Bavaria - Swabia.

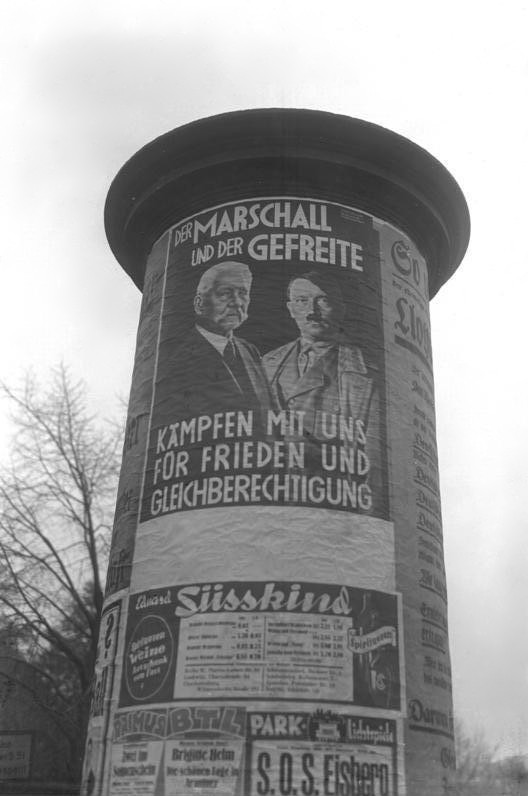
Áp phích bầu cử cho Hindenburg và Hitler vào tháng 11 năm 1933. Nó viết: "Marshall và Tổng công ty chiến đấu với chúng tôi vì hòa bình và bình đẳng"

Ngày 5 tháng 3 năm 1933: Cuộc tổng tuyển cử quốc hội ngay sau khi giành quyền lực. Sáu ngày trước ngày bầu cử dự kiến, tòa nhà quốc hội Đức bị đốt cháy trong vụ cháy Reichstag. Các đảng đối lập đã bị cản trở trong các chiến dịch của họ. Đảng Quốc xã đã giành được 33 trong số 35 ghế trực tiếp từ các khu vực của quốc hội và 43,9% tổng số phiếu bầu, trao cho Đức Quốc Xã cùng với DNVP (8,0% số phiếu) chiếm đa số số ghế.
- 1933, ngày 12 tháng 11: Bầu cử quốc hội và trưng cầu dân ý về việc rút Đức khỏi Liên minh các quốc gia. Tất cả các đại biểu của Reichstag hiện là đảng viên hoặc cảm tình viên của Đảng Quốc xã. Theo kết quả chính thức, 92% cử tri đã chấp thuận đề xuất trưng cầu dân ý.
- 1934, 19 tháng 8: Plebiscite đặc biệt để hồi tưởng lại giả định của Adolf Hitler về quyền lực của Tổng thống, sau cái chết của Paul von Hindenburg. 88,1% cử tri đã bỏ phiếu đồng ý.
- 1936, ngày 29 tháng 3: Tổng tuyển cử quốc hội và trưng cầu dân ý đã phê chuẩn lại việc phê chuẩn cho việc tái vũ trang của Xứ Wales. Cuộc bầu cử và sự chiếm đóng của Xứ Wales được kết hợp trong một câu hỏi duy nhất.
- 1938, 10 tháng 4: Tổng tuyển cử quốc hội và trưng cầu dân ý đã phê duyệt lại việc sáp nhập Áo Anschluss. Được bầu để phục vụ cho nhiệm kỳ bốn năm bắt đầu vào năm 1939, nó được triệu tập lần cuối vào đầu năm 1942.
- 1938, ngày 4 tháng 12: Bầu cử quốc hội cho lãnh thổ mới được mua lại của Sudetenland. Giống như những lần trước, Đức Quốc Xã đã giành được tất cả các ghế trong cuộc bầu cử cuối cùng này dưới sự cai trị của họ.

## Phiên cuối cùng
Großdeutsche Reichstag được triệu tập lần cuối cùng tại Nhà hát Opera Kroll vào ngày 26 tháng 4 năm 1942. Nó nhất trí thông qua một sắc lệnh tuyên bố Hitler là "Thẩm phán tối cao của nhân dân Đức", chính thức cho phép ông ta ghi đè lên tư pháp và chính quyền trong mọi vấn đề. Bất kỳ tàn dư cuối cùng của đặc quyền của các thành viên của Reichstag đã được gỡ bỏ và Führer trở thành de jure đưa ra quyết định cuối cùng, với sức mạnh của sự sống và cái chết trên mỗi công dân Đức. Trong thực tế, điều này chỉ hợp pháp hóa một tình huống đã xảy ra từ năm 1933. Đối với tất cả ý định và mục đích, điều này đã mở rộng các quy định của Đạo luật kích hoạt vô thời hạn.
Vào ngày 25 tháng 1 năm 1943, năm ngày trước khi hết nhiệm kỳ của Reichstag hiện tại, việc khánh thành một cơ quan mới đã bị hoãn lại cho một nhiệm kỳ bầu cử khác cho đến ngày 30 tháng 1 năm 1947. Điều này là để tránh tổ chức bầu cử trong khi cuộc chiến vẫn đang diễn ra. Với sự thất bại của Đức Quốc Xã trong cuộc chiến, cuộc bầu cử năm 1938 là lần cuối cùng cho Reichstag của Đức từ trước đến nay, và sẽ là cuộc bầu cử toàn Đức cuối cùng cho đến cuộc bầu cử đầu tiên cho một nước Đức thống nhất năm 1990.